# Echt vleugelmos
Echt vleugelmos (Nardia scalaris) is een soort mos uit de oortjesmosfamilie (Jungermanniaceae).

## Determinatie

### Uiterlijke kenmerken
Echt vleugelmos is een folieus levermos dat kleine matten vormt. Ze heeft een (fris)groene tot bruinachtige kleur; in zonnige gebieden kunnen de matten ook een roodachtig kleur hebben. De uitgestrekte tot rechtopstaande planten zijn 2–4 cm lang en 1–2 mm breed en hebben dichte bladeren. De afgeronde flankbladeren, die in twee rijen zijn gerangschikt en dwars of schuin op de stengel groeien, zijn ongeveer 1 mm groot. D
Het mos is tweehuizig. Het bloemdek is korter dan de schutbladeren en daarin verborgen is de bloemdekmond enigszins samengetrokken. De sporenkapsels zijn ovaal en donkerbruin. De soort draagt vaak vruchten; sporen rijpen in het voorjaar. Broedlichamen worden niet gevormd.
Het heeft, in tegenstelling tot de beide andere Nederlandse vleugelmossen, afgeronde blaadjes, die regelmatig langs de stengel geplaatst staan.

### Microscopische kenmerken
De bladcellen zijn in het midden van het blad zo'n 30–35 µm groot en aan de bladrand aanzienlijk kleiner. De celhoeken zijn driehoekig of verdikt met knopen. Elke cel bevat 2 tot 3 grote, langwerpige, gladde olielichamen. De lancetvormige onderbladen zijn verborgen tussen de rizoïden.

## Ecologie
Echt vleugelmos is een pioniersoort van minerale zand- en leemhoudende grond, op greppelwandjes, in leemkuilen, op leembulten, op taluds van houtwallen en in holle wegen. Hier groeit het mos vaak samen met andere leemminnende levermossen. Merkwaardig is dat zowel klein vleugelmos als echt vleugelmos, al zijn het pioniersoorten, niet lijken te profiteren van natuurontwikkeling. Mogelijk prefereren ze kleinschaligere milieus.

## Verspreiding
In Nederland komt echt vleugelmos zeldzaam voor. Het staat op de rode lijst in de categorie 'bedreigd'. Het is een soort van het Pleistoceen, al zijn er ook enkele vondsten uit het kustgebied bekend.

## Fotogalerij

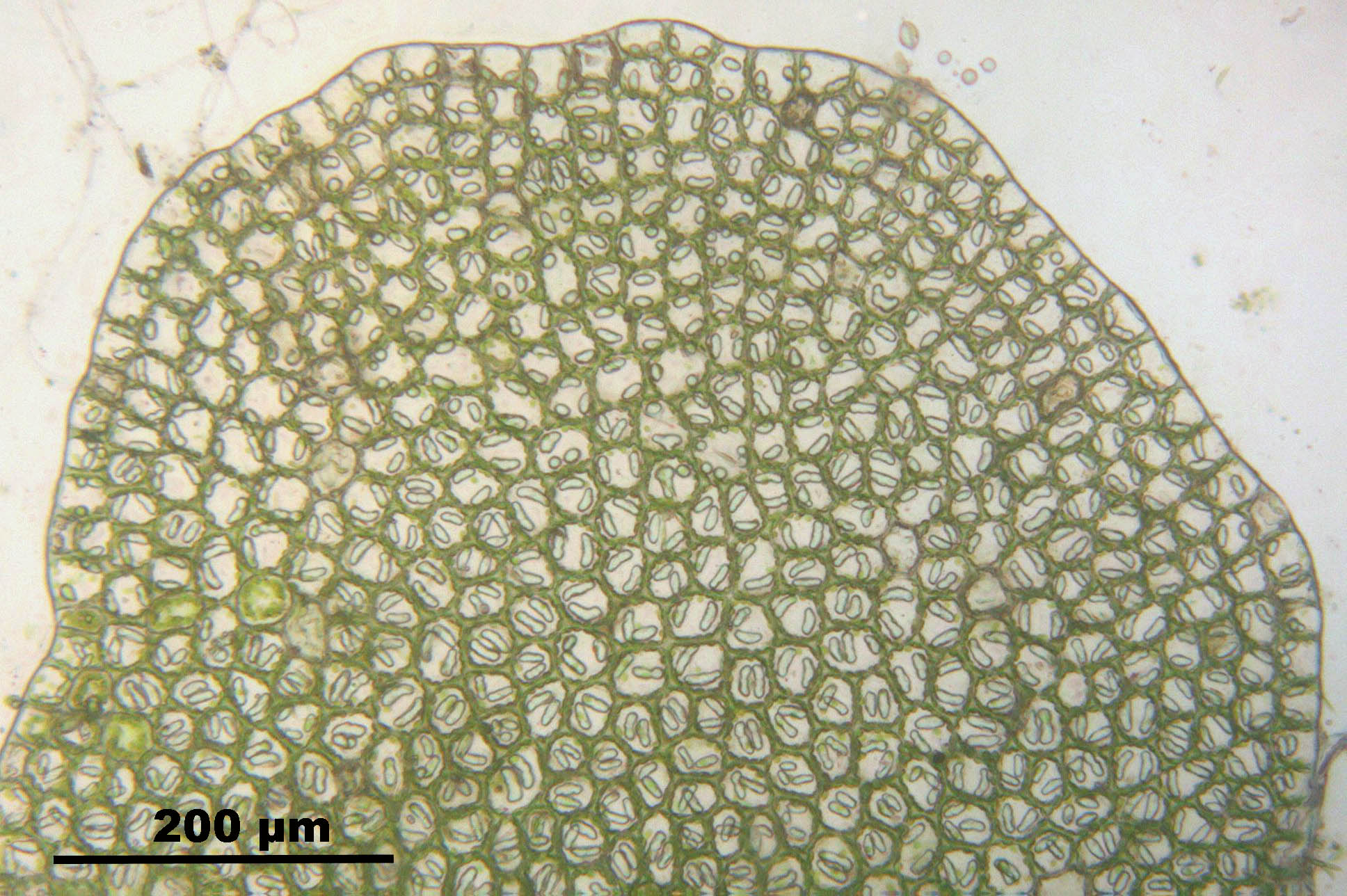
Bladtop
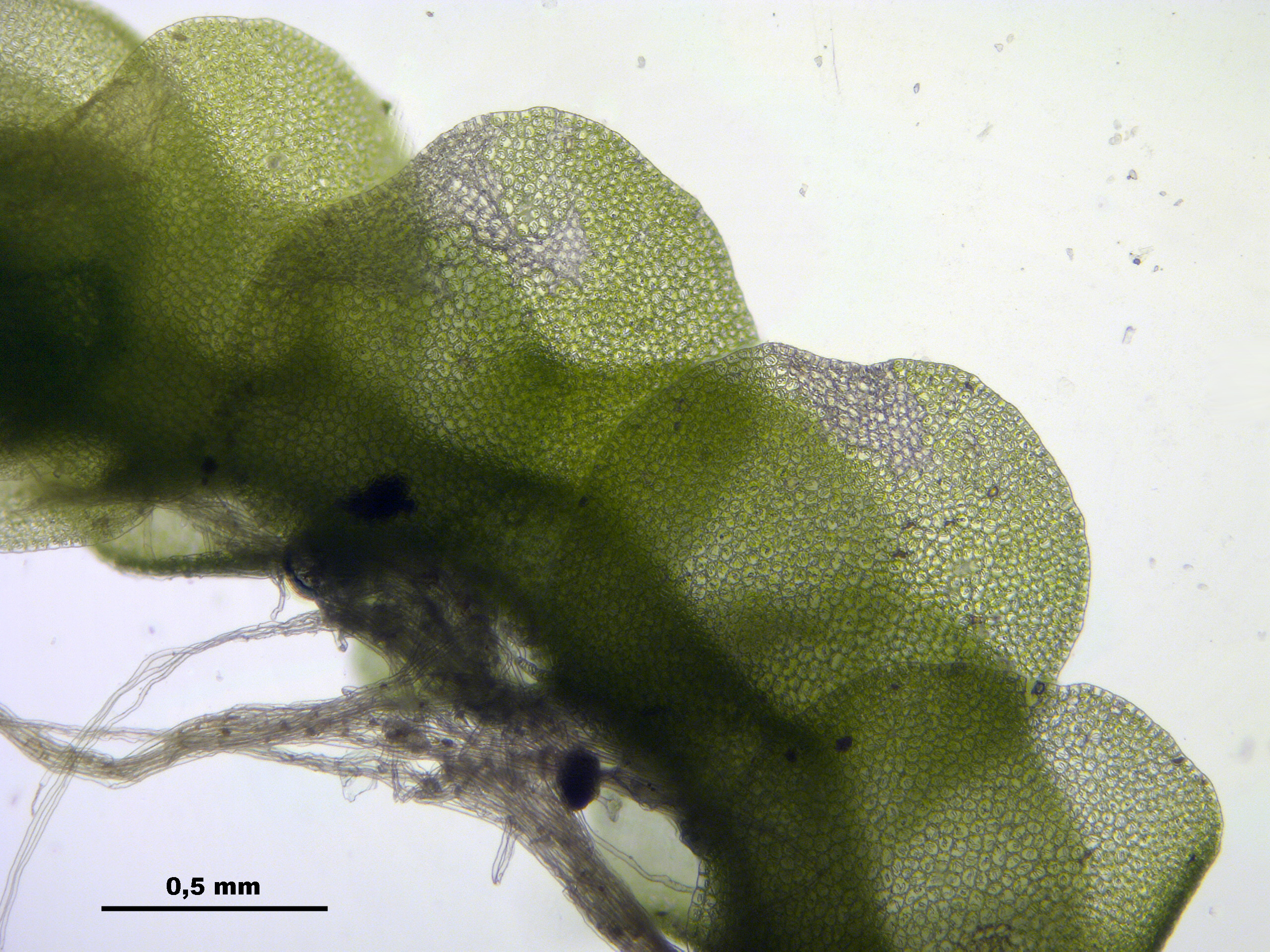